# アイアンカーテン (兵器)
アイアンカーテン (Iron Curtain) とはアメリカ合衆国の技術開発・製造会社であるアーティス社のアクティブ防護システム（APS）である。このシステムは軍用車両や他の機材に迫る、ロケット弾や他の肩撃ち式ミサイルなどの脅威を迎撃し、これらを無害化し、防御するよう設計されている。
このシステムはアメリカ陸軍ができる限り早くアクティブ防護装置の特性を明らかにし、配備しようとする、取得努力を強めた一つの結果である。装置はストライカー装甲車に搭載して評価されており、2種類のシステムがアメリカ陸軍によって試験を受けた。1種はメリーランド州のアバディーン性能試験場、他の装置はアラバマ州のレッドストーン兵器廠で行われた。

## 技術
アイアンカーテンは飛来する砲弾を検知し、システムに指示を送るためにレーダーを用いる。その後、装置が兵装準備段階から準備完了段階に切り替わる。砲弾が近距離に来ると、光学センサーが脅威を識別し、狙点を定めるために1cmの精度で追跡する。さらにどの弾道妨害装置を撃ち出すかを決定する。
妨害装置はRPGの弾頭を起爆させることなく爆燃し、残された不発の弾頭は車両の側面で弾かれる。棚板に似たデザインのために、このAPSは車両の側面や砲塔を含む全周囲の、ほぼ全ての面を防護するよう改修可能である。
アーティス社の主張では、アイアンカーテンはRPG-29やRPG-32多用途対戦車擲弾といった、ERA装備戦車を撃ち抜くためのタンデム弾頭を用いる「より高性能な脅威にも」防御力を増強できる。また、アイアンカーテンは対戦車ミサイルも防御できる見込みである。本システムは360度の対応範囲を持ち、複数回使用でき、低出力、軽量、頑強で信頼性がある。

### 安全性
本システムは2005年にDARPAの計画として開始され、極めて近距離から撃ち出された脅威であっても迎撃できることとしている。
装置は相当回数の耐熱、耐衝撃試験を含む安全性試験に耐えており、搭載するソフトウェア構造はアメリカ軍の「Joint Services Weapons Safety Review Process」の承認を受けている。妨害装置は直上や直下に発射し、車両の数インチ内で飛来する脅威を無力化する。またそれにより、数メートル外方で脅威を迎撃する他種のシステムとは距離的に分かたれており、下車した兵員や市民への副次的被害を最小限に抑えている。

### レーダー
アイアンカーテンは高度にモジュール化して設計され、またシステムに使われるレーダーは脅威を追跡する必要はない。そこで比較的安価なレーダーで充分である。現状では2基のレーダーがアイアンカーテンに組み込まれている。テキサス州プレイノのマスタング・テクノロジー・グループが開発したマスタング・レーダーとRADAエレクトリック・インダストリーが製造するRPS-10レーダーである。

## 当局による試験
2016年、アメリカ陸軍はストライカー装甲車に載せるアイアンカーテンを含む数種類のAPSについて、陸軍による配備決定に備えて特性を明らかにし、実装を促進する努力を始めた。
2013年4月にはすでに、過酷な公的試験で完全な結果が得られた事を企業が報告している。企業のCEOであるキース・ブレンドリーによれば「当社はアイアンカーテンが脅威を迎撃して人員を保護したのを証明したにはとどまらず、ことに代替装置と比較した際にその副次的被害のリスクは最小限である」とする。彼は、本システムが戦場で実用される準備ができていると述べた。

## 車両への搭載
本システムは装軌式、砲塔形式、装輪式を含む4種類の車両に搭載された。2016年、アイアンカーテンはアメリカ陸軍のストライカー装甲車に搭載することが選ばれた。しかし、2018年8月に陸軍ではストライカーへのアイアンカーテンの搭載資格を継続しない決定を下した。発言ではシステムが「一般的にコンセプト上は機能する」こと、「一般的に標的に命中する」こと、これらがいまだ充分な技術的熟成を見ていないとしている。
アイアンカーテンは以前に、BAEシステムズによって製造された陸軍のグラウンド・コンバット・ビークルや、オシュコシュ・ディフェンスの製造したM-ATV、そしてAMゼネラルの作ったハンヴィーに搭載された。
さらにゼネラルダイナミックス・ランド・システムズではLAV IIIに搭載するためのシステムを設計している。